# Cuzcosnårsparv
Cuzcosnårsparv (Atlapetes canigenis) är en fågel i familjen amerikanska sparvar inom ordningen tättingar.

## Utbredning och systematik
Fågeln förekommer i Anderna i sydöstra Peru (Cusco). Den behandlas som monotypisk.

## Status
Trots det begränsade utbredningsområdet och att den tros minska i antal anses beståndet vara livskraftigt av internationella naturvårdsunionen IUCN.